# Brug bij Viersel
De brug bij Viersel is een boogbrug over het Albertkanaal nabij Viersel in de Belgische gemeente Zandhoven.
Een eerdere brug op deze locatie was een liggerbrug die in 2013 werd afgebroken. De nieuwe doorvaarthoogte voor het Albertkanaal bedraagt 9.10 meter en de liggerbrug had een doorvaarthoogte van 7.47 meter. In maart 2014 werd de nieuwe boogbrug gemonteerd die in juli 2014 opengaat voor verkeer.